# Isla Ratón
Isla Ratón és la capital del municipi d'Autana a Veneçuela. És una illa fluvial localitzada en el curs del riu Orinoco junt al territori colombià. És una illa veneçolana perquè el tàlveg de l'Orinoco, que és el que serveix de frontera entre els dos països, passa, d'acord amb l'efecte de Coriolis, pel braç esquerra.
Amb una població de més de 3.000 habitants, (2005), és el segon municipi més poblat d'Atures. El poble s'anomena El Carmen de Ratón.

## Història
Isla Ratón va ser fundada per Pedro Loroima l'any 1943.